# ウィメンズセブンズシリーズ
ウィメンスセブンズシリーズ（WOMEN'S SEVENS SERIES）は、2014年から実施されている女子セブンズ（7人制ラグビー）大会。日本ラグビーフットボール協会主催。初回大会から太陽生命保険が特別協賛を行い「太陽生命ウィメンズセブンズシリーズ」と称している。国内各地で大会を年4回行い、各回優勝と年間総合優勝を決める。

## 概要
7人制ラグビーがオリンピック競技に加わる2016年リオデジャネイロオリンピック、続く2020年東京オリンピックへ向けた強化策として、IRB女子セブンズワールドシリーズを参考に、国内初のサーキット形式による7人制ラグビー大会として創設された。初回2014年は3回開催し、翌2015年以降は毎年4回開催されている。
1大会あたり2日間で、近年は春から初夏にかけて年間4大会に分け、全国各地を転戦するサーキット形式で実施する。高校・大学やクラブの単独チームのほか、各協会推薦による選手で構成される「チャレンジチーム」など、原則12チームが出場する。
2016年から入替戦が始まった。2018年には下位大会「リージョナルウィメンズセブンズ（Regional Women’s Sevens）」が創設され、その上位チームとの入替戦を行ってきた。
2019年は悪天候で1回中止され、3回のみ。2020年は新型コロナウイルス感染症の世界的流行により全回中止された。
2023シリーズは、前年の12チームに加え、下位大会「リージョナルウィメンズセブンズ2022（Regional Women’s Sevens 2022）」での上位4チームを加えた、計16チームで実施した。2020シリーズの中止と、2021シリーズでの入替戦の実施見送りにより、コアチーム12チーム以外の大会参加の機会が失われたことによる措置である。
2024シリーズでは、例年通り12チーム参加に戻り、初めて北九州大会が開催された。HSBC SVNS 2025残留をかけた7人制女子日本代表の遠征とその準備（6月3日まで）、ワールドカップ2025出場権をかけた15人制日本代表のアジアラグビーチャンピオンシップ2024への出場とその準備（5月28日まで）が重なり、4月から5月にかけて開催した本大会では有力選手を欠いたチームが多かった。
2025年でも、15人制ラグビー女子日本代表の北米遠征が4月12日～27日にあり、2024-25 HSBC SVNSのグランドファイナルが5月3～4日にあるため、6月から8月にかけての開催となった。シーズン最終大会を「グランドファイナル」とし、上位8チームは順位決定戦を行う。下位4チームは下位大会「チャレンジャートーナメント」上位4チームとの入替戦を行うことになり、降格対象は前年までの1チームから「最大4チームまで」に増えた。

## 参加チーム
2025シリーズでは、前年2024シリーズの上位11チームと、昇格大会での優勝チームが参加。

### 2025年シーズン参加チーム
出典：
- ながとブルーエンジェルス（山口県） - 2024年総合1位
- PEARLS（三重県） - 2024年総合2位
- 東京山九フェニックスラグビークラブ（東京都） - 2024年総合3位
- YOKOHAMA TKM（神奈川県） - 2024年総合4位
- 日本体育大学ラグビー部女子（東京都） - 2024年総合5位
- ナナイロプリズム福岡 （福岡県）- 2024年総合6位
- ARUKAS QUEEN KUMAGAYA WOMEN’S SEVENS RUGBY FOOTBALL CLUB（埼玉県） - 2024年総合7位
- 自衛隊体育学校PTS（東京都） - 2024年総合8位
- 追手門学院女子ラグビー部VENUS（大阪府） - 2024年総合9位
- チャレンジチーム - 2024年総合10位
- 横河武蔵野Artemi-Stars（東京都） - 2024年総合11位
- 北海道バーバリアンズ ディアナ（北海道） - 2024年昇格大会優勝

## 試合方式

### 通常大会（3大会）
各大会ごとに2日間で開催し、初日に予選プール、2日目に決勝トーナメントを開催する。
- 初日の予選プールは12チームを4チームずつの3プールに分け、プールごとに1回戦総当たり（各チーム3試合ずつ）を戦う。延長戦は行わず、試合結果ごとに「勝ち：3点　引き分け：2点、負け：1点、棄権：0」の勝ち点を与え、プール内の順位を決定する（勝ち点が同じ場合は「当該チーム間の対戦成績→全試合の得失点差→全試合のトライ数と被トライ数の差→全試合の総得点数→全試合のトライ数→コイントス」で順位を決定）。
- 2日目は各プールの上位2チームと各プールの3位チームのうち上位2チームの8チームが決勝トーナメントに出場。残る4チームがチャレンジトロフィー（9-12位決定戦）を戦う。前後半終了時点で同点の場合はサドンデス方式の延長戦（5分ピリオドを得点が入るまで繰り返し）を行う。

大会ごとに順位に応じた以下のシリーズポイントを付与する。
- 優勝：20ポイント
- 準優勝：18ポイント
- 3位：16ポイント（以下、8位まで2ポイントずつ減算）
- 9位：4ポイント、10位：3ポイント、11位：2ポイント、12位：1ポイント

### グランドファイナル
- シリーズポイントの合計数が多い上位8チームで、総合順位決定トーナメントを行う。
- シリーズポイントの合計数で下位4チームは、「チャレンジャートーナメント」上位4チームと、入替戦を行う。

## 自動降格・入替戦
この「ウィメンズセブンズシリーズ」に出場資格を持つ12チームを「コアチーム」という。最終順位でコアチームの下位になると、自動降格、または 入替戦で下位大会チームとの対戦となる。
下位大会として、2017年から2024年まで「Regional Women's Sevens（リージョナルウィメンズセブンズ）」があった。2025年からは「チャレンジャートーナメント」を行う。
- 2015シーズンから2019シーズンまで、入替戦が行われた。コアチームの下位となった3チームと、コアチーム参入を目指す3チームとで対戦する。
- 2021・2022シーズンは、新型コロナウイルス感染症流行の影響が残り、入替戦は行われなかった。
- 2023シーズンは変則的に実施し、2024シーズンの昇格1チームを決定した（下記「開催記録 2023年」を参照）。
- 2024シーズンでは、コアチーム最下位になると自動降格となる。かわりに、下位大会の優勝チームが2025シーズンのコアチームに入る[8]。
- 2025年から、コアチーム下位4チームと、下位トーナメント戦「チャレンジャートーナメント」上位4チームとで、入替戦を行う。その結果により、降格（昇格）の可能性は最大4チームまで広がる。

## 2014年
- 第1戦 龍ケ崎大会（5月17・18日、流通経済大学龍ケ崎キャンパスラグビー場） 優勝：ARUKAS QUEEN KUMAGAYA[16]
- 第2戦 札幌大会（6月14・15日、北海道バーバリアンズクラブ定山渓グラウンド） 優勝：ARUKAS QUEEN KUMAGAYA[17][18]
- 第3戦 横浜大会（7月19・20日、YC&ACグラウンド）優勝：ARUKAS QUEEN KUMAGAYA[19]

年間総合優勝：ARUKAS QUEEN KUMAGAYA（上記3大会すべて優勝）

## 2015年
- 第1戦 保土ヶ谷大会（4月18・19日、神奈川県立保土ケ谷公園ラグビー場） 優勝：ARUKAS QUEEN KUMAGAYA[21]
- 第2戦 東京大会（6月20・21日、秩父宮ラグビー場） 優勝：東京フェニックス[22]
- 第3戦 秋田大会（6月27・28日、あきぎんスタジアム）優勝：ARUKAS QUEEN KUMAGAYA[23]
- 第4戦 横浜大会（7月25・26日、YC&ACグラウンド）優勝：ARUKAS QUEEN KUMAGAYA[24]

年間総合優勝：ARUKAS QUEEN KUMAGAYA（2回目）

## 2016年
- 第1戦 保土ヶ谷大会（4月23・24日、神奈川県立保土ケ谷公園ラグビー場） 優勝：ARUKAS QUEEN KUMAGAYA[26]
- 第2戦 秋田大会（5月14・15日、あきぎんスタジアム）優勝：日本体育大学ラグビー部女子[27]
- 第3戦 東京大会（6月4・5日、秩父宮ラグビー場） 優勝：Rugirl-7[28][29]
- 第4戦 富士山裾野御殿場大会（6月11・12日、裾野市運動公園陸上競技場） 優勝：日本体育大学ラグビー部女子[30]

年間総合優勝：日本体育大学ラグビー部女子（初）
- ウィメンズセブンズ2016入替戦（日本体育大学健志台キャンパス、江戸川区陸上競技場） - 入替戦1位の千葉ペガサス、同2位の石見智翠館高等学校が次大会でコアチームとして出場[33][34]。

## 2017年
- 第1戦 秋田大会（5月13・14日、あきぎんスタジアム）優勝：ARUKAS QUEEN KUMAGAYA
- 第2戦 東京大会（5月20・21日、秩父宮ラグビー場）優勝：ARUKAS QUEEN KUMAGAYA
- 第3戦 保土ヶ谷大会（10月28・29日、神奈川県立保土ケ谷公園ラグビー場） 優勝：ARUKAS QUEEN KUMAGAYA、日本体育大学ラグビー
- 第4戦 富士山裾野御殿場大会（11月11・12日、裾野市運動公園陸上競技場） 優勝：MIE WOMEN'S RUGBY FOOTBALL CLUB PEARLS[35]

年間総合優勝：ARUKAS QUEEN KUMAGAYA（3回目）
- ウィメンズセブンズ2017入替戦（日本体育大学健志台キャンパス） - 総合12位の石見智翠館高等学校は残留、招待チームで総合11位のMIE WOMEN'S RUGBY FOOTBALL CLUB PEARLSは昇格。総合10位だったRKUラグビー龍ケ崎GRACEは、次期創設の「リージョナルウィメンズセブンズ」へ降格となった[37][38][39]。

## 2018年
詳細は「太陽生命ウィメンズセブンズシリーズ2018」を参照
- 第1戦 東京大会（4月29・30日、秩父宮ラグビー場）優勝：日本体育大学ラグビー部女子[40][41]
- 第2戦 秋田大会（5月26・27日、あきぎんスタジアム）優勝：MIE WOMEN'S RUGBY FOOTBALL CLUB PEARLS[42][43]
- 第3戦 富士山裾野御殿場大会（9月8・9日、裾野市運動公園陸上競技場）優勝：MIE WOMEN'S RUGBY FOOTBALL CLUB PEARLS[44][45]
- 第4戦 鈴鹿大会（10月13・14日、三重交通Gスポーツの杜 鈴鹿サッカー・ラグビー場）優勝：日本体育大学ラグビー部女子[46][45]

年間総合優勝：日本体育大学ラグビー部女子（2回目）
- ウィメンズセブンズ2018入替戦（日本体育大学健志台キャンパス） - 入替戦1位の自衛隊体育学校PTS、2位の横河武蔵野Artemi-Starsが、下位大会「リージョナルウィメンズセブンズ」から昇格となり、2019シーズンのコアチーム入りが決定した。コアチーム11位の千葉ペガサスは入替戦で3位となり、下位大会に降格した。コア12位の石見智翠館高校は、次期不参加のため入替戦には不出場[48]。

## 2019年
詳細は「太陽生命ウィメンズセブンズシリーズ2019」を参照
- 第1戦 秋田大会（4月28・29日、あきぎんスタジアム）優勝：ながとブルーエンジェルス[49][50]
- 第2戦 東京大会（5月18・19日、秩父宮ラグビー場）優勝：MIE WOMEN'S RUGBY FOOTBALL CLUB PEARLS[51][52]
- 第3戦 鈴鹿大会（6月8・9日、三重交通Gスポーツの杜 鈴鹿サッカー・ラグビー場）優勝：ながとブルーエンジェルス[53][54]
- 第4戦 富士山裾野御殿場大会（6月29・30日、裾野市運動公園陸上競技場）2日目の決勝トーナメントは、濃霧による視界不良のため中止となった[55][56][57]。

年間総合優勝：ながとブルーエンジェルス（初）
- ウィメンズセブンズ2019入替戦（日本体育大学健志台キャンパス） - 総合10位の追手門学院ラグビー部女子VENUSがコアチームに残留、総合11位の横河武蔵野Artemi-Starsが降格し、四国大学女子7人制ラグビー部がコアチームに昇格[59]。

## 2020年
詳細は「太陽生命ウィメンズセブンズシリーズ2020」を参照
以下の大会が予定されていたが、新型コロナウイルス感染症の世界的流行のためすべて中止。
- 第1戦 東京大会（5月2日・3日、秩父宮ラグビー場）
- 第2戦 静岡大会（5月16日・17日、エコパスタジアム）
- 第3戦 秋田大会（6月13日・14日、あきぎんスタジアム）
- 第4戦 鈴鹿大会（6月27日・28日、三重交通Gスポーツの杜 鈴鹿サッカー・ラグビー場）

## 2021年
詳細は「太陽生命ウィメンズセブンズシリーズ2021」を参照
例年の「チャレンジチーム」は、大会出場クラブ外の若手選手で構成されるが、東京オリンピックへの強化策として、今回はオリンピック代表候補選手を中心に構成された。また、新型コロナウイルス感染症の世界的流行の影響により、複数のチームが出場辞退となった。
- 第1戦 東京大会（5月1日・2日、秩父宮ラグビー場）優勝：チャレンジチーム[65]
- 第2戦 静岡エコパ大会（5月15日・16日、エコパスタジアム）優勝：MIE PEARLS[66][67]
- 第3戦 熊谷大会（6月5日・6日、熊谷ラグビー場）優勝：チャレンジチーム[68][69]
- 第4戦 鈴鹿大会（6月26日・27日、三重交通Gスポーツの杜鈴鹿サッカー・ラグビー場）優勝：東京山九フェニックス[70][71]
- 入替戦は行わない[72]。

年間総合優勝：ながとブルーエンジェルス（2回目）

## 2022年
詳細は「太陽生命ウィメンズセブンズシリーズ2022」を参照
第1戦と第4戦はコアチーム12チームで実施。第2戦と第3戦はゲストチーム4チームずつを加えた16チームで実施。
- 第1戦 熊谷大会（4月23日・24日、熊谷ラグビー場）優勝：YOKOHAMA TKM[75][76]
- 第2戦 静岡エコパ大会（5月14日・15日、エコパスタジアム）優勝：東京山九フェニックスラグビークラブ[77][78]
- 第3戦 鈴鹿大会（6月4日・5日、三重交通Gスポーツの杜鈴鹿サッカー・ラグビー場）優勝：ながとブルーエンジェルス[79][80]
- 第4戦 弘前大会（6月18日・19日、弘前市運動公園陸上競技場）優勝：東京山九フェニックスラグビークラブ[81][82]
- 入替戦は行わない。

年間総合優勝：東京山九フェニックスラグビークラブ（初）

## 2023年
詳細は「太陽生命ウィメンズセブンズシリーズ2023」を参照
下位大会「Regional Women’s Sevens 2022」から上位4チーム（1位・ナナイロプリズム福岡、2位・BRAVE LOUVE、3位・日本経済大学女子ラグビー部AMATERUS、4位・横河武蔵野Artemi-Stars）が加わり、16チームで実施した。これは、新型コロナウイルス感染症流行の影響が残り、下位大会チームの対戦機会が少ないことへの措置。
初めて東大阪市花園ラグビー場を使用した。
- 第1戦 熊谷大会（5月20日・21日、熊谷ラグビー場）優勝：ながとブルーエンジェルス[83][84]
- 第2戦 秩父宮大会（6月3日・4日、秩父宮ラグビー場）優勝：ながとブルーエンジェルス[85][86]
- 第3戦 鈴鹿大会（6月17日・18日、三重交通Gスポーツの杜鈴鹿サッカー・ラグビー場）優勝：ながとブルーエンジェルス[87][88]
- 第4戦 花園大会（7月1日・2日、東大阪市花園ラグビー場）優勝：ながとブルーエンジェルス[89][90]

年間総合優勝：ながとブルーエンジェルス （3回目）- 全大会優勝は4大会制になってから初めて。
- ウィメンズセブンズ2023入替戦（エコパスタジアム） - 横河武蔵野Artemi-Starsが優勝し、2024シリーズへの出場が決定した[93][8][94]。

## 2024年
詳細は「太陽生命ウィメンズセブンズシリーズ2024」を参照
初めて九州で開催する。年間総合で最下位のチームは自動降格となる。
- 第1戦 北九州大会（4月6日・7日、ミクニワールドスタジアム北九州）優勝：ながとブルーエンジェルス
- 第2戦 熊谷大会（4月20日・21日、熊谷ラグビー場）優勝：東京山九フェニックスラグビークラブ
- 第3戦 鈴鹿大会（5月5日・6日、三重交通Gスポーツの杜鈴鹿サッカー・ラグビー場）優勝：ながとブルーエンジェルス
- 第4戦 花園大会（5月25日・26日、東大阪市花園ラグビー場）優勝：ながとブルーエンジェルス

年間総合優勝：ながとブルーエンジェルス （4回目）。
- 太陽生命ウィメンズセブンズシリーズ2024 昇格大会（5月11日・12日、小笠山総合運動公園エコパスタジアム） - 日本経済大学女子ラグビー部AMATERUSが自動降格し[97]、北海道バーバリアンズディアナが昇格[98]

## 2025年
詳細は「太陽生命ウィメンズセブンズシリーズ2025」を参照。
女子ラグビーワールドカップ2025に向けた女子日本代表の活動と重なったため、多くの選手を日本代表に出したチームは、前年大会よりも戦績がふるわなかった。今大会で優勝したながとブルーエンジェルスからは、女子日本代表の選手は出ていない。
- チャレンジャートーナメント - 2025年5月5日・6日、JAPAN BASE（福岡県福岡市東区）：コアチーム入りを目指すチームが参加。上位4チームがグランドファイナル札幌大会で入替戦への出場権を得る。
- 第1戦（熊谷大会）- 6月21日・22日、熊谷ラグビー場、優勝：PEARLS
- 第2戦（北九州大会）- 7月20日・21日、ミクニワールドスタジアム北九州、優勝：ながとブルーエンジェルス
- 第3戦（花園大会）- 8月2日・3日、東大阪市花園ラグビー場、優勝：PEARLS
- グランドファイナル札幌大会 - 8月17日、大和ハウス プレミストドーム：コアチーム上位8チームで順位決定トーナメント。コアチーム下位4チームは、チャレンジャートーナメント上位4チームと入替戦を行い、最終的に入替えとなるチームは無かった[99]。

年間総合優勝：ながとブルーエンジェルス （5回目）